# Anchimompha melaleuca
Anchimompha melaleuca är en fjärilsart som beskrevs av Clarke 1965. Anchimompha melaleuca ingår i släktet Anchimompha och familjen brokmalar, Momphidae. Inga underarter finns listade i Catalogue of Life.